# ドラゴンクエスト 幻の大地
『ドラゴンクエスト 幻の大地』（ドラゴンクエスト まぼろしのだいち）は、神崎まさおみによる日本の漫画作品。単行本3巻からはCDシアター ドラゴンクエストを手掛けるとまとあきが脚本を手掛けている。

## 概要
ゲーム『ドラゴンクエストVI 幻の大地』のストーリーを基にして描かれた作品である。『月刊少年ガンガン』（エニックス）にて、ゲーム発売後の1997年から、2001年の『ドラゴンクエスト エデンの戦士たち』が開始される直前まで連載された。

## 登場人物

### 仲間たち
基本的に原作に準じているが、一部はオリジナルの設定も存在する。主に原作と大きな違いのあるキャラクターを相違点を中心に紹介する。
ボッツ
本作の主人公。名前の由来は「ボツ」から。作者曰く、頑張れば誰でもヒーローになれるという意味を込めているとのこと。
ライフコッドで妹のターニアと暮らしていたが、村祭りで山の精霊からの啓示を受け、世界の本当の姿を知る旅に出る。その正体は現実世界のレイドック王子の夢の姿である。数々の旅を経て本来の自分を取り戻し、仲間達と共に逞しく成長し、大魔王に立ち向かっていく事となる。
主人公である為、原作では性格付けはされていないが、本作では勇者としての強さと優しさ、そして人としての弱さを併せ持つ少年として描かれる。その優しさ故「バカが付くほどいい奴」「お人よし」などと言われながらもリーダーとして仲間から信頼を受けている。走る事が大好きな快活な性格だが、本編開始まで剣を抜いた事が無く、ランドや村の子供達からは「ダサ坊」とからかわれていた。また、女性の免疫が弱いらしく、ミレーユやバーバラにくっつかれて恥かしさのあまり身動きが取れなくなってしまう事や、バーバラのバニーガール姿を見て鼻血を噴出すと言った一面も。キズブチに慕われたり、ファルシオンを容易に手懐けた為、魔物使いの素質があるとも言われていたが、それ以降にモンスターを手懐ける事はなかった。原作では主人公の髪は濃い青色だが、本作のボッツの髪は青色に部分的に紫が混ざったようなデザインとなった。
キズブチ
本作のオリジナルキャラクター。ライフコッドの近くで仲間に苛められていたぶちスライムで、常に傷だらけである。当初はボッツともあまり良い仲ではなかったが、ある時自分の為に戦ってくれたボッツを慕うようになり、旅立った彼を追って試練の塔にて合流。以降は最後までボッツと行動を共にした。
戦闘力自体は低いものの、魔物である事を生かした活躍をする事が多く、ボッツ達の危機を救った事も少なく無い。最終決戦にてバーバラをかばってデスタムーアに殺されてしまうが、バーバラが生み出したザオリクによって復活。夢の力でぶち柄のドラゴンへと進化し、ボッツ達を無の世界から救い出した。夢の世界の住人ではあるが戦いの後も現実世界に残り、ボッツとバーバラを見守りながら暮らしている模様。
本作には仲間モンスターの概念は登場せず、仲間になったモンスターはキズブチのみである。これは作者が原作発売当時、ぶちスライムを仲間にしたかったとずっと思っていたのにとある雑誌の攻略記事で仲間にならないと否定され、「せめて漫画の中だけでも」と思って描いたことを単行本で語っている。なお、のちに原作がニンテンドーDS版としてリメイクされた際には、新たに仲間にできるぶちスライムのキャラが登場した。
ハッサン
レイドック城の兵士に志願していた旅の武闘家。兵士採用試験にてたまたまボッツとペアを組む事になり、当初は衝突していたがやがて意気投合し、以降も彼と共に旅をする。
豪胆かつ他者思いな性格は原作通りだが、本作ではギャグシーンを担当する事の多い三枚目として描かれている（「大陸は全てが亀の背中に浮いている」と信じてボッツに吹聴したり、好意を寄せるミレーユへの行動が空回りするなど）。蕁麻疹が出るほどスライムが苦手でありキズブチともなかなか相容れなかったが、それを逆手に取り、敵のメダパニを突破した事もある。
ミレーユ
夢占い師の老婆グランマーズのもとで働く謎の女性。サンマリーノで「幻の大地」に落ちて姿を失っていた主人公とハッサンに出会い、彼らを助けた後、仲間に加わる。
原作通り聡明で冷静な性格であり登場当初はその傾向が強かったが、次第に感情豊かでお茶目な一面を見せるようになった。また、苦労して倒したムドーが偽者だったと知って自暴自棄になった所をハッサンに諭されたり、テリーの事で思い悩みボッツに弱さを見せると言う人間味溢れる描写も多い。
本作では本編開始前のムドー戦よりもずっと以前（テリーと生き別れになって間もない頃）に既にグランマーズの館で暮らしていたという設定になっている。
アークボルトで会った時点でテリーが弟だと気付いていたが、グランマーズに「やがて暗黒道に落ちるテリーと共に旅をしてはならない」と忠告を受けていた為、言い出せず苦悩する。しかしヘルクラウド城で操られたテリーを救う為に打ち明け、忠告に背きながらも彼を受け入れた。
バーバラ
自分の身体が透明になっていた家出娘。月鏡の塔でボッツたちに出会うことで身体が見えるようになり、その後は旅に同行する。正体は魔法都市カルベローナの民の少女で、大魔女バーバレラの血を引いている。
原作以上に天真爛漫な性格で、更に強気で勝気な一面が強くなっている。その為、度々手厳しいツッコミを受けるハッサンには苦手とされていた。また、本作では主人公と恋仲になるのも大きな特徴であり、本作におけるヒロイン的立場にある。当初からボッツに好意を抱いてはいたものの、肝心のボッツには気付かれず（ボッツ自身も彼女に気があったが、自分は未熟としていた為）苛立ってしまう事もある。
カルベローナにて自身の正体を知るが、マダンテの恐ろしさを背負う勇気が持てず、逃げ出そうとしてしまう。しかしボッツの言葉を受け、自分は一人ではないと悟り、マダンテを継承した。同時にボッツとはお互いの気持ちを確かめ合い、相思相愛となった。
最終決戦において、キズブチの死の悲しみのあまり無意識のうちにマダンテを発動させ、デスタムーアを倒しながらもボッツ達を無の世界に飛ばしてしまう。それが原因でデスタムーアは最終形態に進化し、バーバラ自身も絶望のあまり死を望むが、ボッツへの愛がザオリクを発動させてキズブチを復活させた。そしてキズブチによって無の世界から戻ってきたボッツに救われる。
戦いの後は一時は原作通りに夢の世界へ帰ろうとしたが、ボッツに引き止められ、彼と共に現実世界で生きて行く事となる。この設定は作者が堀井雄二に頼んでこの結末にした経緯がある。
チャモロ
癒しの力を持つゲント族の長老の孫。
原作とは大きく異なり、登場当初はかなり横柄な性格でボッツたちを見下している傾向があった。主人公一行に同行した理由も神の啓示を受けたからではなく、長老に修行のつもりで駆り出された為である。ムドーの島でボッツたちに助けられて以降改心し、ボッツ達を認めて打ち解けていくが、原作ほど真面目な性格には至らず、終始ずる賢く年相応の一面がある。
ボッツたちと出会う前のオリジナルストーリーがあり、その頃は髪を伸ばし眼鏡もかけていなかった。昔はより横柄で野心家であり、ゲントを世界一の魔法都市にすると言う野望を抱いていた。しかし、魔物に村を滅ぼされた女戦士セリーナと共に戦った経験から考えを改め、頭を丸めて眼鏡を掛けた。しかし前述のようにボッツ達の仲間になった後も野心が無くなった訳ではない。本作では被っている帽子はセリーナから貰ったものとなっている。
単行本の背表紙の続き絵には仲間の中で一人だけ描かれていない（しかもアモスは描かれている）が、これは作者が忘れていた為であり、決してチャモロが作中で軽んじられていた訳ではない。
テリー
「青い閃光」の異名を持つさすらいの剣士。ミレーユの弟で、元はガンディーノの住人。幼い頃にミレーユが奴隷として連れて行かれたときに助けられなかった自分の弱さを呪い、世界一の剣を求め力こそ正義と信じる剣士となった。
原作では強くなりたいという欲望からデュランの下僕となったが、本作では単身デュランに挑み敗れた後、破壊の剣に操られているという設定となった。ヘルクラウド城での戦いでボッツを追い詰めるが、ミレーユの呼び掛けで正気に戻り、ボッツ達の仲間となった。
本作では魔法も万能に使えるという設定であり、終盤には大魔王に次ぐ強敵である筈のアクバーを一刀両断するといった無類の強さを発揮し、作中ではボッツに次ぐ実力者だった。それでも姉には弱い様子で、倒れたミレーユを支える役を高速移動でハッサンから奪うといったシーンもあるなど、ややシスコンの傾向がある人物として描かれており、仲間達に「禁断の愛ではないか」と心配される程である。
原作ではアークボルトの城が初登場となるが、本作では序盤から登場している。ただし、実際にボッツ達と顔を合わせるのは原作通りアークボルトである。
チャモロ同様、ボッツたちと出会う前のオリジナルストーリーがある。2エピソードがそれぞれ前後編、計4話分描かれた。また、盗賊の能力を有した描写も描かれている。

### 悪役
切り裂きピエロ
原作ではザコモンスター。本作でもムドーの配下であり、ボッツの行く先々に現れては彼を倒そうとする。狡猾な性格で、人の心理を弄ぶ事を得意とし、試練の塔ではネルソンを洗脳していた。最後は地底魔城にて怒りに燃えたボッツに両断された。
デビルアーマー
切り裂きピエロ同様、原作ではザコモンスターだが、本作では魔王軍の参謀的な役割を担っていた。ムドーの側近として登場する以外にもラミアスの剣を装備したボッツと互角以上に渡り合うなど、一介のザコとしては破格の好待遇が与えられている。ムドー戦にてチャモロのバギマで重傷を負うも、ムドーにより転送させられる。その後はジャミラスやデュランの元を渡り歩き、終盤にヘルクラウド城を操縦してボッツ達を倒そうとするが、機転を利かせたボッツに城を落とされ、洗脳されたテリーに用済みとして殺害された。
ムドー
四大魔王の一人。「知識」を司るダーマの神殿を封印し、その夢の力を喰らっていた。原作でも二回戦う事になるが、本作ではドラゴンのような姿に変身し、ボッツ達を追い詰めた。しかし現実の自分を取り戻し、夢の力を発揮したハッサンの正拳突きで致命傷を負う。メガンテでボッツ達を道連れにしようとするも、バーバラが無意識に発動させた黄金のドラゴンに阻まれ、ボッツにトドメを刺された。
ジャミラス
四大魔王の一人。メダル王の城の封印を司り、「希望」の夢を喰らっていた。本作では小さなメダルを喰らう描写がある。幸せを求める人間達を唆してボッツ達を疫病神と罵るように仕向け、且つ彼らを救いたいボッツ達の優しさを利用してボッツ達を肉体的にも精神的にも追い詰める。しかしボッツの呼び掛けにより人々は正気に戻り、成す術も無くなった所をボッツのライデインで倒された。
ミラルゴ
魔術師の塔に住む邪悪な魔術師。本作ではイリカを思うあまり邪悪となっていった心に魔物が住み着いたせいで魔物と化していた（イリカもミラルゴを嫌っておらず、魔物と化していったミラルゴに心を痛めていた）。ボッツによって魔物は消滅したが、人間としての寿命は既に尽きており、イリカの本心を聞いて満足気に死亡した。
グラコス
四大魔王の一人。魔法都市カルベローナの封印を司り、「愛」の夢を力としていた。本作では超巨大化した状態で登場する。海を支配し、ひたすら魚を食べていた為に部屋を埋め尽くすほどに太ってしまっており、魔王らしい威厳は殆ど感じられないコミカルなキャラクターとして描かれている。しかし物理攻撃は全てはじき返し、魔法も全く効果が無いなど、魔王としての強さは健在であった。ボッツに連れられる形で口に飛び込んだミレーユに、体内からマーメイドハープを演奏され、風船のように膨らみ、破裂すると言う最後までコミカルな倒され方をした。作者曰く、一番気に入っているモンスターとのこと。
破壊の剣
意志を持った剣の魔物で、手にした者の自我を乗っ取る力を持つ。テリーを操る為にデュランが召喚し、ミレーユを取り戻したいというテリーの願望に付け込ませ彼を洗脳していた。テリーの強さも手伝ってボッツ達は窮地に立たされるが、ミレーユの言葉で正気に戻ったテリーのイオラで粉砕される。それでもまだ生きており、テリーとミレーユを殺そうと足掻いたが、ボッツにトドメを刺された。
元々はドラゴンクエストシリーズに登場する武器だが、『Ⅵ』には登場しない。
デュラン
四大魔王の一人。クラウド城の封印を司り、「勇気」の夢を喰らっている。本作のデュランはヘルクラウド城そのものであり、人型のデュランの背後にはデュランの心を具現化した異形の怪物が存在している。その異形を含めた城の生命エネルギーが人型デュランと融合する事でヘルデュランと言う本作独自の形態へ変身する。性格も、登場当初は原作同様紳士的だが、ヘルデュランへの移行に際して卑怯で暴力的な本性を露にし、口調も野蛮で荒々しいものへ変わった。一度はボッツを絶命寸前まで追い込むが、伝説の武具によって復活したボッツのギガスラッシュでヘルクラウド城ごと破壊され、何故負けたのか理解出来ないまま消滅した。
アクバー
大魔王の右腕。最後の魔王であり、原作では強敵だが、本作では登場早々テリーに両断された。
デスタムーア
狭間の世界に住まう大魔王。本作では狭間の世界に生を受けた生命体であり、全ての魔物の創造主である。生まれながら夢を見る事が出来なかった為、完全なる無の世界にて孤独に苛まれ、外界との交流を望んだがそれも適わず、その死ぬ程の絶望が語り合える存在として魔物達を創造した。しかしあまりの絶望故に、「夢を手に入れる事で神となり、世界の全てを支配する」と言う歪んだ野望を抱いてしまった。
本作では原作における第二形態が真の姿となっている。マダンテの再発を恐れてバーバラを殺そうとするが、キズブチがその攻撃を庇い死亡した事で結果的にマダンテが発動。しかしマダンテへの恐怖、絶望により生まれて初めて「漆黒の夢」を見た事で究極の生命体（原作における最終形態）へ進化。全ての世界を蹂躙しようとしたが、ボッツ達が世界中の人々の意志の力を集めて放ったミナデインにより倒された。完全には消滅せず核が残るも、ボッツは「彼がもう一度生を受けた時は心が通い合える」と信じ、敢えて破壊はしなかった。
ダークドレアム
「破壊と殺戮の神」の異名を持つ伝説の大悪魔。原作とはデザインが別物で（リメイクやIXでは変更されているが、それとも別物）、人間に近い姿ではなく悪魔と呼ぶに相応しい禍々しい外見である。本編中は原作通り過去のグレイス城に登場するだけだが、本作ではエピローグに突如現れ、ダークドレアムを倒しに行く所で物語が完結する。

## 設定
ゲーム作品には無い漫画オリジナルの設定の内、主なものを以下に挙げる。
- 原作では夢と現実を行き来しながら冒険を進めるが、本作では中盤以降は殆ど夢の世界には行かない。
- 最初の大穴には落ちず、近くの森で沈黙の羊との戦いが行われる。従って、下の世界に初めて行くのはハッサンが仲間になった後。
- 試練の塔のボスであるネルソンは原作ではあくまで試練として主人公と戦うが、本作では切り裂きピエロに付け込まれて操られていた。
- トム兵士長は、左遷された後原作では消息不明となるが、本作では後にはざまの世界で再登場する。その代わり、原作では彼の夢であるソルディ兵士長が終盤の牢獄の町に登場したのが本作では登場していない（そもそも牢獄の町自体が登場しない）。
- 原作ではあまり説明がなかった幻の大地の正体だが、本作ではバーバラが仲間になった直後と言うかなり早い段階でミレーユが詳細に説明している。
- 担当したアシスタントチーフが破壊が大好きである為、魔法の表現が全体的に非常に派手である（ライデインやイオラで複数の魔物を一気に倒したり、ダメージを与えられなかったデスタムーアにイオナズンで血反吐を吐かせる等）｡ちなみにアシスタントのイメージによるとバギマには｢山脈が一つ吹っ飛ぶ威力｣が､イオナズンには｢大地の半分がなくなるぐらいの威力｣があるらしく、作者に「ほとんど病気」とまで言われていた[1]。ただし、大体の魔法は演出が桁外れなのは初登場の頃であり、以降は相応の演出に落ち着く事が多い（最初は塔の石壁に大穴を空けたメラが以降は普通に火の玉を放つ程度になる等）。
- レイドック王が夢の世界のムドーになっていたのは、原作ではムドーの術にかかったのが原因であるが、本作ではレイドック王自身の「世界を統一する夢」をムドーに付け込まれたためとなっている。
- 原作では序盤ではそれなりの性能を持つ武器である「はがねの剣」を主人公が最初から持っている。ムドー戦まで使い続け、ムドーにトドメを刺した際に折れたが、その柄にあった紋章から主人公の正体が判明する。
- 原作ではゲントの村等の武器屋で売られている通常武器である「破邪の剣」が、レイドック王からボッツに授けられた王家秘伝の剣として登場し、後に錆付いたラミアスの剣を復元する際に地金として用いられた。
- 原作ではチャモロが神の啓示を受けた事で神の船を借りる許可を得るが、本作ではあるなぞなぞによって主人公達の人格が見極められ、貸し出された。
- ムドー戦にバーバラが同行しなかった理由は原作では特に語られていないが、本作では謎の声に警告を受けた為となっている。
- ハッサンがムドーの城にあった自分の本体である石像を破壊してしまう｡そのため､原作では夢のハッサンが石像に吸い込まれるところが､粉々に砕け散った石像がハッサンに飲み込まれるという形になった。原作では本体と融合時に取得する正拳突きもムドー戦終盤で取得する。
- 「ルーラ」は古に伝わる伝説の魔法であり、ムドーを倒して初めて使用可能とされている（原作では簡単に覚える事が出来る）。
- ダーマ神殿では道を極めし者が手に出来る「伝説の本」が与えられる。これは人が自分の夢を叶える為の知識が記されており、精進を積めば本にその旨が記述される。これにより、転職が出来ると言う設定。ハッサンは武闘家、ミレーユは魔法使い、チャモロは僧侶、バーバラは踊り子（パーッと派手な事がしたい為）、ボッツは勇者を志す。
- 原作では主人公以外が勇者になるには四つの上級職をマスターしなければならず、主人公だけはその四つのうち一つをマスターするだけで良いと敷居が低くなっている。この設定は本作では、伝説の本にある全ての職を極めれば誰でも勇者になれるが、主人公はたまたま人より早く勇者になる素質がある、と説明されている。
- ムドー戦以降、原作の一部のエピソードが省かれている。ホルストック、ペスカニ、クリアベール、スライム格闘場、ベストドレッサーコンテストは省かれてはいないが数ページの説明だけで終わっている。
- ムドー戦以降、幸せの国編までの間はパーティが一時的に二手（馬車で移動するボッツ・バーバラ・キズブチ組と、神の船で移動するハッサン・ミレーユ・チャモロ組）に分かれており、幾つかのエピソードは並行的に行われている。
- パーティを分けている間にモンストル、魔術師の塔、現実のライフコッドと上記のエピソードの冒険を消化している。その為、原作ではムドー討伐から少し進めた物語中盤に行く幸せの国だが、本作では物語後半に向かう事となる。
- アモスが怪物に変身するようになった理由が異なっており、問題が解決した後もボッツたちの仲間にならずに村に残った(原作では原因が呪いかどうかは触れられていないが,今作ではハッキリと「呪い」ということになっている)｡さらにアモスが怪物に自由に変身できる能力を身につけた描写がない｡
- アモスが変身するようになったのは、何百年も前からのことになっている。変身した怪物は原作ではストロングアニマルと同タイプのモンスターだが、本作ではドラゴン型。原作ではただ練り歩くだけだったが、本作では町を破壊し続けている。また、アモスが変身した怪物と元々の怪物に微妙な違いがある(元々の怪物は胸から腹までがたるんでいるが､アモスが変身した怪物は胸から腹までが筋肉質になっている)｡
- 現実世界でのボッツは原作と異なり、ランド以外の村人からも白い目で見られていた（原作ではランド以外との関係はそれなりに良好）。
- ボッツの妹の名は小説版と同じく「セーラ」。彼女の死因は、ボッツがレイドックに出現した魔物と戦っていた際、彼が折った魔物の剣が直撃したためとなっている（原作では病死）。
- 原作ではコブレは旅の途中で死亡していたが、本作では生きており、マウントスノーの住民が氷漬けにされる原因となったゴランの役割を兼任している（ゴランは登場しない）。それに伴い、マウントスノーの時点でサリィが登場する。しかし「数十年に町を凍らされた」と言う設定もそのまま流用している為、時間設定などに矛盾が生じている。
- 雪女の役割が伝説の剣の番人になっている。雪女は原作ではマウントスノーの氷漬けを解く以外で主人公達が干渉する事は出来ないが、本作では前述の通りの設定の為、戦って力を示す事になる。
- 挟間の世界編は各町のイベントは省略し、キャンプのシーンやトム兵士長との再会を挟みつつデスタムーア城へ直行している。
- 狭間の世界はデスタムーアが作り出したのではなく元からあった。また、デスタムーアは純粋にその世界で発生したたった一つの生命である。
- 原作では賢者になれば誰でも覚えられる蘇生魔法「ザオリク」だが、本作では大魔女バーバレラですら成し得なかった、マダンテとは逆の究極魔法の一つとして設定されている。

## 書誌情報
- 神崎まさおみ『ドラゴンクエスト 幻の大地』〈ガンガンコミックス〉。
  - 第1巻 - 1997年10月発行、ISBN 4870252228
  - 第2巻 - 1998年2月発行、ISBN 4870252449
  - 第3巻 - 1998年5月発行、ISBN 4870252988
  - 第4巻 - 1998年9月発行、ISBN 4870253410
  - 第5巻 - 1999年4月発行、ISBN 4870254832
  - 第6巻 - 1999年10月発行、ISBN 4757500882
  - 第7巻 - 2000年4月発行、ISBN 4757501951
  - 第8巻 - 2000年8月発行、ISBN 4757502699
  - 第9巻 - 2000年12月発行、ISBN 4757503423
  - 第10巻 - 2001年4月発行、ISBN 475750439X